# Eichstetten del Kaiserstuhl

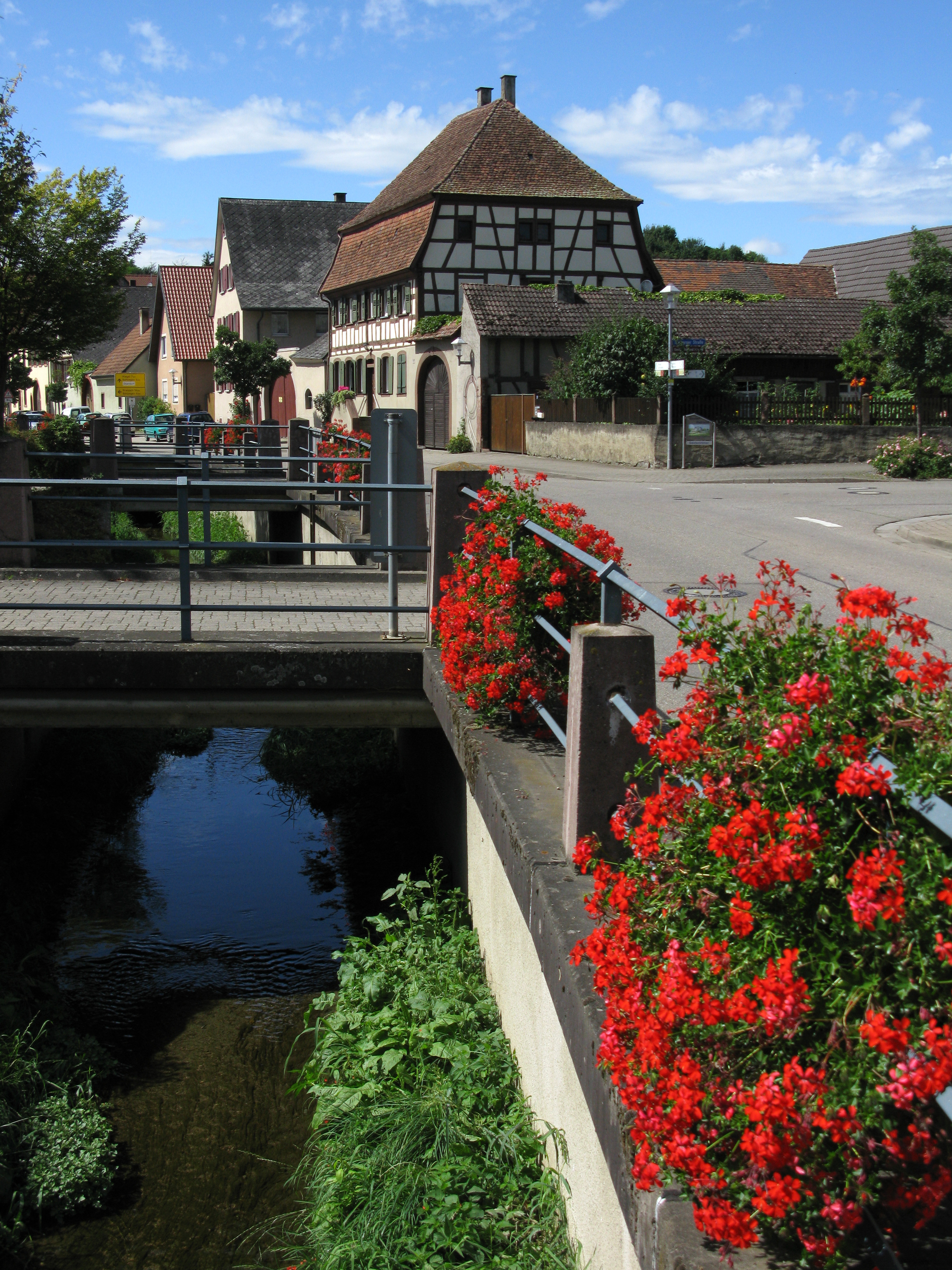
Eichstetten

Eichstetten del Kaiserstuhl es un municipio en el suroeste de Baden-Wurtemberg (Alemania), cerca de Friburgo. Tiene una población estimada, a fines de 2020, de 3.616 habitantes.

## Geografía

### Ubicación geográfica
Es una aldea vitivinícola ubicada en las tierras bajas del Rin Superior, en el borde oriental del monte Kaiserstuhl.